# Чуланонт, Сураюд
Сураюд Чуланонт (тайск. สุรยุทธ์ จุลานนท์; род. 28 августа 1943, Прачинбури) — таиландский политический деятель, бывший премьер-министр Таиланда и глава Временного правительства Таиланда в 2006—2008 годах, бывший офицер таиландской армии и командующий. Председатель Тайного совета Таиланда с 27 мая 2019 года.

## Биография
Происходит из семьи потомственных военных, однако его отец Пхайом Чуланонт, подполковник королевской таиландской армии, вошёл в ЦК Коммунистической партии Таиланда и возглавил партизанскую Народно-освободительную армию, когда Сураюд был ещё маленьким мальчиком. Сураюд вступил в таиландскую армию и в итоге стал близким помощником генерала Према Тинсуланона. Он командовал войсками в течение так называемого Кровавого мая, протестов в Бангкоке в 1992 году против правительства, жестоко подавленных армией, однако впоследствии отрицал, что давал своим солдатам приказ стрелять в протестующих. В скором времени получил повышение до одного из высших званий в Королевской Таиландской армии. В 2003 году вышел в отставку и был назначен королём членом своего Тайного Совета.
Генерал Сонти сверг правительство Таксина Чиннавата во время переворота 19 сентября 2006 года и впоследствии просил Чуланонта стать главой временного правительства, на что тот согласился. Его фактическое правление продолжалось до января 2008 года и характеризовалось снижением темпов экономического роста и ростом уровня коррупции.
В январе 2008 года покинул пост премьер-министра и позднее стал тайным советником короля Таиланда.

## Награды
| Страна           | Дата вручения | Награда                                                          | Награда                                                          | Литеры  |
| ---------------- | ------------- | ---------------------------------------------------------------- | ---------------------------------------------------------------- | ------- |
| Таиланд          | 1974 —        | Медаль «За защиту свободных граждан» 1 класса                    | Медаль «За защиту свободных граждан» 1 класса                    | ส.ช.    |
| Таиланд          | 1979 —        | Медаль Чакра Мала                                                | Медаль Чакра Мала                                                | ร.จ.ม.  |
| Таиланд          | 1989 —        | Медаль пограничной службы                                        | Медаль пограничной службы                                        | ช.ด.    |
| Таиланд          | 1990 —        | Медаль ордена Рамы                                               | Медаль ордена Рамы                                               | ร.ม.    |
| Таиланд          | 1992 —        | Рыцарь Большой ленты ордена Короны Таиланда                      | Рыцарь Большой ленты ордена Короны Таиланда                      | ม.ว.ม.  |
| Таиланд          | 1995 —        | Рыцарь Большой ленты ордена Белого слона                         | Рыцарь Большой ленты ордена Белого слона                         | ม.ป.ช.  |
| Индонезия        | 2002 —        | Кавалер Звезды «За службу в вооружённых силах» 1 класса          | Кавалер Звезды «За службу в вооружённых силах» 1 класса          |         |
| Республика Корея | 2002 —        | Кавалер ордена «За заслуги в национальной безопасности» 1 класса | Кавалер ордена «За заслуги в национальной безопасности» 1 класса |         |
| Швеция           | 2003 —        | Командор Большого креста ордена Полярной звезды                  | Командор Большого креста ордена Полярной звезды                  | KmstkNO |
| Таиланд          | 2018 —        | Рыцарь Большого креста                                           | ордена Чула Чом Клао                                             | ป.จ.    |
| Таиланд          | 1996 — 2018   | Гранд-компаньон                                                  | ордена Чула Чом Клао                                             | ต.จ.ว.  |
| Таиланд          | 2019 —        | Медаль Раттанапорна Рамы X 3 класса                              | Медаль Раттанапорна Рамы X 3 класса                              | ว.ป.ร.๓ |